# بخش پلیموث (شهرستان اشتابولا، اوهایو)
بخش پلیموث (به انگلیسی: Plymouth Township) یک منطقهٔ مسکونی در ایالات متحده آمریکا است که در شهرستان آشتابولا، اوهایو واقع شده‌است. بخش پلیموث ۵۷٫۹ کیلومتر مربع مساحت و ۱٬۹۸۱ نفر جمعیت دارد و ۲۵۶ متر بالاتر از سطح دریا واقع شده‌است.